# Cúp Vàng CONCACAF 2005
Cúp Vàng CONCACAF 2005 là Cúp Vàng CONCACAF lần thứ tám do CONCACAF tổ chức.
Giải đấu được diễn ra tại Hoa Kỳ từ 6 đến 24 tháng 7 năm 2005. Giải đấu có 12 đội tham dự, trong đó Colombia là đội khách mời từ CONMEBOL và Nam Phi là đội khách mời từ CAF, chia làm 3 bảng 4 đội để chọn ra 2 đội đứng đầu bảng và đội đứng thứ ba có thành tích tốt nhất giành quyền vào vòng trong. Chủ nhà Hoa Kỳ giành chức vô địch lần thứ ba sau khi vượt qua Panama 3-1 ở loạt sút luân lưu 11m sau 120 phút thi đấu chung kết với tỉ số không bàn thắng.

## Các đội giành quyền tham dự
Top 3 Cúp Caribe 2005:
- Jamaica
- Cuba
- Trinidad và Tobago

Top 4 Cúp bóng đá Trung Mỹ 2005:
- Costa Rica
- Honduras
- Guatemala
- Panama

Các đội giành quyền dự thẳng vào vòng chung kết:
- Canada
- México
- Hoa Kỳ

Khách mời:
- Nam Phi
- Colombia

## Địa điểm
| Foxborough            | East Rutherford     | Carson               | Los Angeles                       |
| --------------------- | ------------------- | -------------------- | --------------------------------- |
| Sân vận động Gillette | Sân vận động Giants | Home Depot Center    | Đấu trường Tưởng niệm Los Angeles |
| Sức chứa: 68.756      | Sức chứa: 80.042    | Sức chứa: 27.000     | Sức chứa: 93.607                  |
|                       |                     |                      |                                   |
| Miami                 | Seattle             | Houston              |                                   |
| Orange Bowl           | Qwest Field         | Sân vận động Reliant |                                   |
| Sức chứa: 72.319      | Sức chứa: 67.000    | Sức chứa: 71.500     |                                   |
|                       |                     |                      |                                   |

## Vòng bảng

### Bảng A
| Đội                | Trận | Thắng | Hoà | Thua | BT | BB | HS | Điểm |
| ------------------ | ---- | ----- | --- | ---- | -- | -- | -- | ---- |
| Honduras           | 3    | 2     | 1   | 0    | 4  | 2  | +2 | 7    |
| Panama             | 3    | 1     | 1   | 1    | 3  | 3  | 0  | 4    |
| Colombia           | 3    | 1     | 0   | 2    | 3  | 3  | 0  | 3    |
| Trinidad và Tobago | 3    | 0     | 2   | 1    | 3  | 5  | −2 | 2    |

| Colombia | 0 – 1      | Panama     |
| -------- | ---------- | ---------- |
|          | (Chi tiết) | Tejada 70' |

| Trinidad và Tobago | 1 – 1      | Honduras     |
| ------------------ | ---------- | ------------ |
| Birchall 28'       | (Chi tiết) | Figueroa 43' |

| Panama            | 2 – 2      | Trinidad và Tobago      |
| ----------------- | ---------- | ----------------------- |
| Tejada 24', 90+1' | (Chi tiết) | Andrews 17' · Glenn 90' |

| Honduras           | 2 – 1    | Colombia           |
| ------------------ | -------- | ------------------ |
| Velásquez 79', 82' | (Report) | Moreno 30' (ph.đ.) |

| Colombia                  | 2 – 0      | Trinidad và Tobago |
| ------------------------- | ---------- | ------------------ |
| Aguilar 77' · Hurtado 79' | (Chi tiết) |                    |

| Honduras      | 1 – 0      | Panama |
| ------------- | ---------- | ------ |
| Caballero 80' | (Chi tiết) |        |

### Bảng B
| Đội        | Trận | Thắng | Hoà | Thua | BT | BB | HS | Điểm |
| ---------- | ---- | ----- | --- | ---- | -- | -- | -- | ---- |
| Hoa Kỳ     | 3    | 2     | 1   | 0    | 6  | 1  | +5 | 7    |
| Costa Rica | 3    | 2     | 1   | 0    | 4  | 1  | +3 | 7    |
| Canada     | 3    | 1     | 0   | 2    | 2  | 4  | −2 | 3    |
| Cuba       | 3    | 0     | 0   | 3    | 3  | 9  | −6 | 0    |

| Canada | 0 – 1      | Costa Rica       |
| ------ | ---------- | ---------------- |
|        | (Chi tiết) | Soto 30' (ph.đ.) |

| Cuba     | 1 – 4      | Hoa Kỳ                                       |
| -------- | ---------- | -------------------------------------------- |
| Moré 18' | (Chi tiết) | Dempsey 44' · Donovan 87', 90' · Beasley 89' |

| Costa Rica                                 | 3 – 1      | Cuba        |
| ------------------------------------------ | ---------- | ----------- |
| Brenes 61', 85' (ph.đ.) · Soto 81' (ph.đ.) | (Chi tiết) | Galindo 72' |

| Hoa Kỳ                              | 2 – 0      | Canada |
| ----------------------------------- | ---------- | ------ |
| Hutchinson 48' (l.n.) · Donovan 90' | (Chi tiết) |        |

| Hoa Kỳ | 0 – 0      | Costa Rica |
| ------ | ---------- | ---------- |
|        | (Chi tiết) |            |

| Canada                     | 2 – 1      | Cuba          |
| -------------------------- | ---------- | ------------- |
| Gerba 69' · Hutchinson 87' | (Chi tiết) | Cervantes 90' |

### Bảng C
| Đội       | Trận | Thắng | Hoà | Thua | BT | BB | HS | Điểm |
| --------- | ---- | ----- | --- | ---- | -- | -- | -- | ---- |
| México    | 3    | 2     | 0   | 1    | 6  | 2  | +4 | 6    |
| Nam Phi   | 3    | 1     | 2   | 0    | 6  | 5  | +1 | 5    |
| Jamaica   | 3    | 1     | 1   | 1    | 7  | 7  | 0  | 4    |
| Guatemala | 3    | 0     | 1   | 2    | 4  | 9  | −5 | 1    |

| Nam Phi                     | 2 – 1      | México        |
| --------------------------- | ---------- | ------------- |
| Evans 28' · van Heerden 41' | (Chi tiết) | Rodríguez 83' |

| Guatemala                  | 3 – 4    | Jamaica                                                 |
| -------------------------- | -------- | ------------------------------------------------------- |
| Ruiz 11' (ph.đ.), 45', 87' | (Report) | Shelton 3' · Fuller 5' · Williams 45' (ph.đ.) · Hue 57' |

| México                                     | 4 – 0      | Guatemala |
| ------------------------------------------ | ---------- | --------- |
| Borgetti 5', 14' · Galindo 54' · Bravo 65' | (Chi tiết) |           |

| Jamaica                             | 3 – 3      | Nam Phi                                    |
| ----------------------------------- | ---------- | ------------------------------------------ |
| Hue 35' · Stewart 45' · Bennett 80' | (Chi tiết) | Raselemane 35' · Ndlela 41' · Nomvethe 56' |

| Guatemala  | 1 – 1      | Nam Phi   |
| ---------- | ---------- | --------- |
| Romero 37' | (Chi tiết) | Nkosi 45' |

| México     | 1 – 0      | Jamaica |
| ---------- | ---------- | ------- |
| Medina 19' | (Chi tiết) |         |

### Thứ tự các đội xếp thứ ba
| Bảng | Đội      | Trận | Thắng | Hoà | Thua | BT | BB | HS | Điểm |
| ---- | -------- | ---- | ----- | --- | ---- | -- | -- | -- | ---- |
| C    | Jamaica  | 3    | 1     | 1   | 1    | 7  | 7  | 0  | 4    |
| A    | Colombia | 3    | 1     | 0   | 2    | 3  | 3  | 0  | 3    |
| B    | Canada   | 3    | 1     | 0   | 2    | 2  | 4  | −2 | 3    |

## Vòng đấu loại trực tiếp

### Sơ đồ
|  | Tứ kết               | Tứ kết                       |                              |       | Bán kết | Bán kết |  |  | Chung kết | Chung kết |
|  |                      |                              |                              |       |         |         |  |  |           |           |
|  | 16 tháng 7 - Foxboro |                              |                              |       |         |         |  |  |           |           |
|  |                      |                              |                              |       |         |         |  |  |           |           |
|  | Honduras             | 3                            |                              |       |         |         |  |  |           |           |
|  | Honduras             | 3                            | 21 tháng 7 - East Rutherford |       |         |         |  |  |           |           |
|  | Costa Rica           | 2                            |                              |       |         |         |  |  |           |           |
|  | Costa Rica           | 2                            | Honduras                     | 1     |         |         |  |  |           |           |
|  | 16 tháng 7 - Foxboro |                              | Honduras                     | 1     |         |         |  |  |           |           |
|  |                      |                              | Hoa Kỳ                       | 2     |         |         |  |  |           |           |
|  | Hoa Kỳ               | 3                            | Hoa Kỳ                       | 2     |         |         |  |  |           |           |
|  | Hoa Kỳ               | 3                            | 24 tháng 7 - East Rutherford |       |         |         |  |  |           |           |
|  | Jamaica              | 1                            |                              |       |         |         |  |  |           |           |
|  | Jamaica              | 1                            | Hoa Kỳ                       | 0 (3) |         |         |  |  |           |           |
|  | 17 tháng 7 - Houston |                              | Hoa Kỳ                       | 0 (3) |         |         |  |  |           |           |
|  |                      | Panama                       | 0 (1)                        |       |         |         |  |  |           |           |
|  | México               | Panama                       | 0 (1)                        | 1     |         |         |  |  |           |           |
|  | México               | 21 tháng 7 - East Rutherford |                              | 1     |         |         |  |  |           |           |
|  | Colombia             | 2                            |                              |       |         |         |  |  |           |           |
|  | Colombia             | 2                            | Colombia                     | 2     |         |         |  |  |           |           |
|  | 17 tháng 7 - Houston |                              | Colombia                     | 2     |         |         |  |  |           |           |
|  |                      |                              | Panama                       | 3     |         |         |  |  |           |           |
|  | Nam Phi              | 1 (3)                        | Panama                       | 3     |         |         |  |  |           |           |
|  | Nam Phi              | 1 (3)                        |                              |       |         |         |  |  |           |           |
|  | Panama               | 1 (5)                        |                              |       |         |         |  |  |           |           |
|  | Panama               | 1 (5)                        |                              |       |         |         |  |  |           |           |
|  |                      |                              |                              |       |         |         |  |  |           |           |

### Tứ kết
| Honduras                               | 3–2      | Costa Rica             |
| -------------------------------------- | -------- | ---------------------- |
| Velasquez 6' · Turcios 27' · Núñez 30' | Chi tiết | Bolaños 40' · Ruiz 81' |

| Hoa Kỳ                      | 3–1      | Jamaica    |
| --------------------------- | -------- | ---------- |
| Wolff 6' · Beasley 42', 83' | Chi tiết | Fuller 88' |

| México     | 1–2      | Colombia                     |
| ---------- | -------- | ---------------------------- |
| Pineda 65' | Chi tiết | Castrillón 58' · Aguilar 74' |

| Nam Phi                          | 1–1 (h.p.) | Panama                                      |
| -------------------------------- | ---------- | ------------------------------------------- |
| Ndlela 68'                       | Chi tiết   | Dely Valdés 48'                             |
| Loạt sút luân lưu                |            |                                             |
| Evans · Gaxa · Katza · Lekgwathi | 3–5        | Tejada · Rodríguez · Baloy · Blanco · Gómez |

### Bán kết
| Honduras     | 1–2      | Hoa Kỳ                     |
| ------------ | -------- | -------------------------- |
| Guerrero 30' | Chi tiết | O'Brien 86' · Onyewu 90+2' |

| Colombia        | 2–3      | Panama                              |
| --------------- | -------- | ----------------------------------- |
| Patiño 63', 89' | Chi tiết | Phillips 11', 73' · Dely Valdés 26' |

### Chung kết
| Hoa Kỳ                             | 0–0 (h.p.) | Panama                                |
| ---------------------------------- | ---------- | ------------------------------------- |
|                                    | Chi tiết   |                                       |
| Loạt sút luân lưu                  |            |                                       |
| Quaranta · Armas · Donovan · Davis | 3–1        | Tejada · Dely Valdés · Baloy · Blanco |

### Vô địch
| Vô địch Cúp Vàng CONCACAF 2005 Hoa Kỳ Lần thứ ba |

## Danh sách cầu thủ ghi bàn
| 3 bàn - DaMarcus Beasley (giành giải chiếc giày vàng) - Landon Donovan - Carlos Ruiz - Wilmer Velasquez - Luis Tejada 2 bàn - Abel Aguilar - Jairo Patiño - Randall Brenes - Ricardo Fuller - Jermaine Hue - Jared Borgetti - Jorge Dely Valdés - Ricardo Phillips - Lungisani Ndlela 1 bàn - Ali Gerba - Atiba Hutchinson - Jaime Castrillon - Hector Hugo Hurtado - Tressor Moreno - Christian Bolaños - Bryan Ruiz - Alain Cervantes | - Maykel Galindo - Lester More - Gonzalo Romero - Samuel Caballero - Mario Ivan Guerrero - Maynor Figueroa - Milton Núñez - Danilo Turcios - Teafore Bennett - Luton Shelton - Damion Stewart - Andy Williams - Omar Bravo - Gonzalo Pineda - Alberto Medina - Francisco Rodríguez - Philip Evans - Elrio Van Heerden - Solace Nkosi - Siyabango Nomvete - Abram Raselemane - Marvin Andrews - Chris Birchall - Cornell Glen - Clint Dempsey - John O'Brien - Oguchi Onyewu - Josh Wolff |

## Giải thưởng
Cầu thủ xuất sắc nhất
- Luis Tejada

Thủ môn xuất sắc nhất
- Jaime Penedo

Đội đoạt giải phong cách
- Honduras

Best XI
- G -  Jaime Penedo
- D -  Felipe Baloy
- D -  Samuel Caballero
- D -  Oguchi Onyewu
- M -  DaMarcus Beasley
- M -  Landon Donovan
- M -  Jairo Patiño
- M -  Luis Ernesto Pérez
- F -  Tressor Moreno
- F -  Luis Tejada
- F -  Wilmer Velasquez

Dự bị
- G -  Kasey Keller
- D -  Tyrone Marshall
- D -  Michael Umaña
- M -  Philip Evans
- M -  John O'Brien
- F -  Jorge Dely Valdés
- F -  Jafet Soto

## Bảng xếp hạng giải đấu
| Đội | Đội                | Số trận | Thắng | Hòa | Thua | Bàn thắng | Bàn thua | Hiệu số |
| --- | ------------------ | ------- | ----- | --- | ---- | --------- | -------- | ------- |
| F   | Hoa Kỳ             | 6       | 4     | 2   | 0    | 11        | 3        | +8      |
| F   | Panama             | 6       | 2     | 3   | 1    | 7         | 6        | +1      |
| S   | Honduras           | 5       | 3     | 1   | 1    | 8         | 6        | +2      |
| S   | Colombia           | 5       | 2     | 0   | 3    | 7         | 7        | 0       |
| Q   | Costa Rica         | 4       | 2     | 1   | 1    | 6         | 4        | +2      |
| Q   | México             | 4       | 2     | 0   | 2    | 7         | 4        | +3      |
| Q   | Nam Phi            | 4       | 1     | 3   | 0    | 7         | 6        | +1      |
| Q   | Jamaica            | 4       | 1     | 1   | 2    | 8         | 10       | -2      |
| 1   | Canada             | 3       | 1     | 0   | 2    | 2         | 4        | -2      |
| 1   | Trinidad và Tobago | 3       | 0     | 2   | 1    | 3         | 5        | -2      |
| 1   | Guatemala          | 3       | 0     | 1   | 2    | 4         | 9        | -5      |
| 1   | Cuba               | 3       | 0     | 0   | 3    | 3         | 9        | -6      |